# Jacques de Bascher
Jacques de Bascher de Beaumarchais (* 8. Juli 1951 in Saigon, Französisch-Indochina; † 3. September 1989 in Garches) war ein französischer Dandy und Mitglied des Pariser Jetsets. Er war von 1972 bis zu seinem Tod Karl Lagerfelds Lebensgefährte und zeitweise Yves Saint Laurents Liebhaber.

## Leben
Jacques de Baschers Vater, Antony de Bascher (1909–1975), war Gouverneur der Provinz Cholon in Vietnam und nach seiner Rückkehr 1955 nach Frankreich Geschäftsführer der Versicherungsabteilung von Shell. Seine Mutter, geborene Armelle Petit, stammte aus einer Großgrundbesitzerfamilie aus dem Limousin. De Bascher hatte zwei Schwestern und zwei Brüder. Die Familie war 1818 in den Adelsstand erhoben worden. Sie lebten in Neuilly-sur-Seine bei Paris und im Sommer in ihrem Landschloss Château de la Berrière  in Barbechat bei Nantes. De Bascher besuchte das Lycée Pasteur in Neuilly-sur-Seine, das Lycée Janson de Sailly und das Lycée Charlemagne. Ein Jurastudium brach er nach kurzer Zeit ab. Nach seinem Wehrdienst bei der Marine lebte er bei der Familie. 1972 wurde er Steward bei Air France. 
1972 lernte er den Modeschöpfer Karl Lagerfeld kennen und war über viele Jahre dessen Lebensgefährte. Zwischen 1973 und 1977 hatte Bascher eine Affäre mit dem Modeschöpfer Yves Saint Laurent.
1977 drehte er im Auftrag von Fendi den Film Histoire d’Eau, eine Art Vorbote des mittlerweile etablierten Genres „Fashion-Film“, und präsentierte damit Karl Lagerfelds Kollektion „Ready to Wear“.
1989 starb de Bascher in Garches an AIDS. Lagerfeld kaufte 1991 ein Haus in Hamburg-Blankenese, das er in Erinnerung an Bascher Villa Jako nannte. 1998 brachte er einen Duft mit dem Namen Jako auf den Markt.